# Jack Daniel's

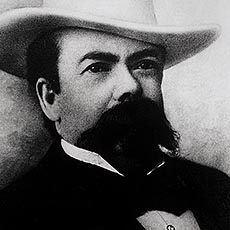
Jack Daniel

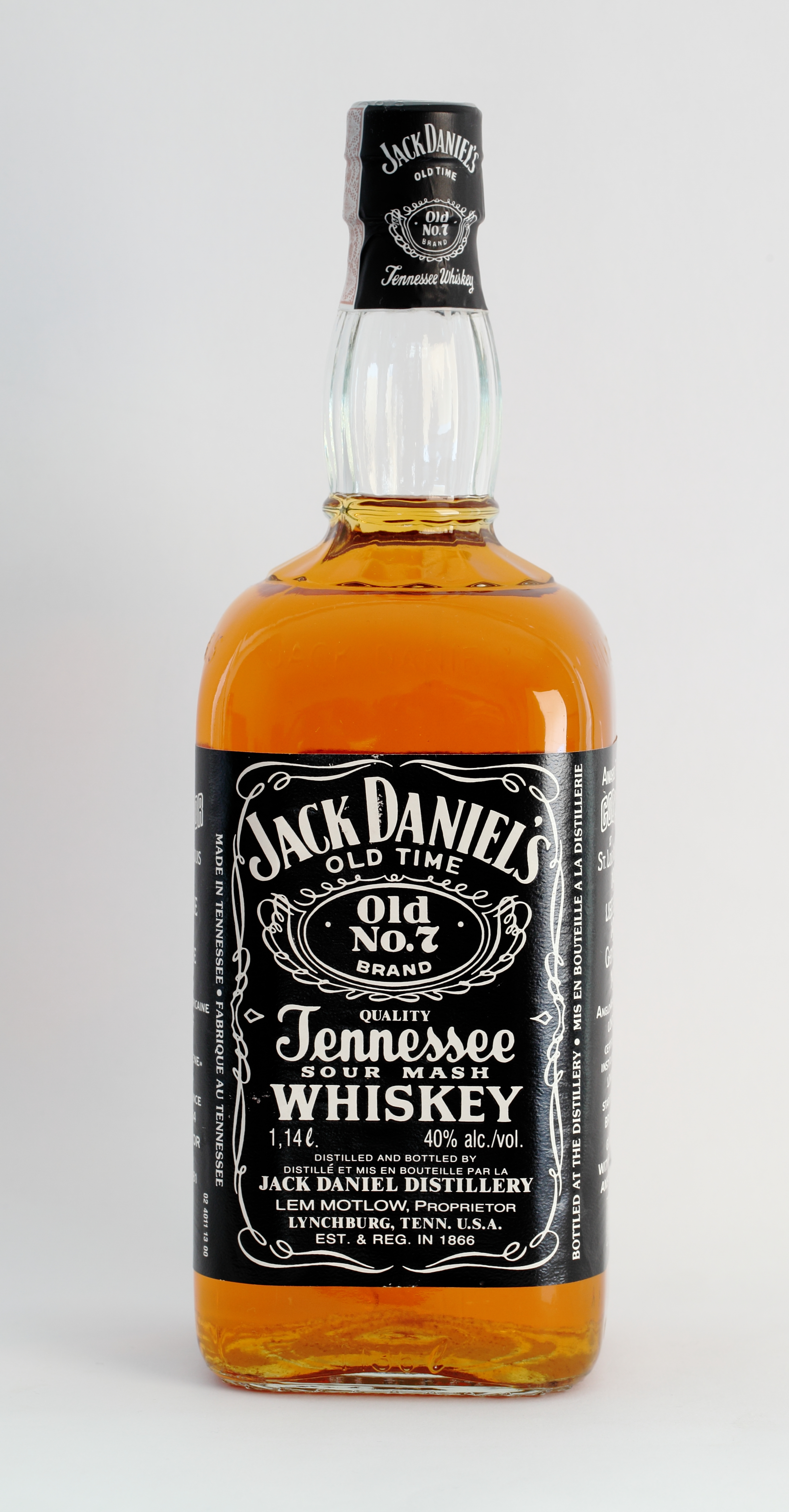
Jack Daniel’s Old No.7

Jack Daniel's is een traditioneel merk whiskey, dat gedestilleerd wordt in Lynchburg in de Amerikaanse staat Tennessee.  
De distilleerderij werd in 1875 opgericht door Jasper Newton "Jack" Daniel die waarschijnlijk in 1850 geboren werd in een gezin van dertien kinderen. Daniel kreeg zo al op 16-jarige leeftijd een licentie om zijn whiskey te gaan maken en hij was de eerste distilleerder die werd ingeschreven in het Amerikaanse handelsregister. Na Jack Daniels dood in 1911 werd de distilleerderij overgenomen door zijn neef Lem Motlow, wiens bedrijf tot op heden het merk verkoopt. De firma is tegenwoordig eigendom van de Brown-Forman-Corporation.

## Soorten
Amerikaanse whiskey onderscheidt zich van bijvoorbeeld Schotse whisky door maïs als hoofdbestanddeel te gebruiken in plaats van gerst. Dat geldt dus ook voor alle soorten Jack Daniel's whiskey. Jack Daniel's onderscheidt zich weer van de andere Amerikaanse whiskeys doordat deze een houtskoolfiltering ondergaat, wat een unieke smaak geeft aan deze whiskeys.
- Black Label – Ook bekend als Jack Daniel’s Old No.7, is het meest verkochte merk en heeft een alcoholpercentage van 40%.
- Green Label – Een vierjarige whiskey met een alcoholpercentage van 40%. De vaten worden in de buitenlucht opgeslagen, waardoor het hout van de vaten anders ademt dan wanneer de vaten binnen worden bewaard.
- Single Barrel – Een speciaal soort whiskey, met een alcoholpercentage van 45%. De hoofddistilleerder kiest speciale vaten uit en de whiskey wordt vervolgens onbewerkt in flessen afgevuld. Deze flessen worden gesigneerd en voorzien van het nummer van het bijbehorende vat.
- Gentleman Jack – Met een alcoholpercentage van 40%, de enige soort die tweemaal door het proces van houtskoolfiltering gaat. Een keer voor het rijpen in het vat en nog een keer achteraf.

## Divers
- In Moore County waar de distilleerderij is gevestigd, is de verkoop van alcohol verboden en zijn er verder geen drankwinkels te vinden. Pas sinds 1995 mag het bedrijf, dankzij een speciale wet, op het eigen terrein whiskey verkopen aan toeristen, maar niet op zondag.
- De distilleerderij is in de Verenigde Staten geregistreerd in het National Register of Historic Places.
- Jack Daniel's-whiskey is veelvuldig te zien in films en muziekclips. Het merk heeft een sterke band met de Amerikaanse Biker-cultuur en de countrymuziek.